# ديبي روزنبرغ
ديبي روزنبرغ (بالإنجليزية: Debbie Rosenberg)‏ هي لاعبة الجسر ‏ أمريكية، ولدت في 1969.